# Ce (chirilic)
Che (Ч, ч) este o literă a alfabetului chirilic. Reprezintă sunetul /ʧ/ sau /ʨ/ (ca și grupul de litere „ce” din cuvântul cerșetor).
Este echivalent cu cehul Č, č și Ce sârbesc.